# Ervum
Ervum je rod cvjetnica iz porodice Fabaceae. Kew ga tretira kao sinonim za Vicia
Postoje 3 vrste iz Europe, Azije i Afrike. U Hrvatskoj su domaće sve tri vrste, dlakava i četverosjemena i sitnocvjetna grahorica.

## Vrste
1. Ervum gracile DC. sitnocvjetna grahorica; sinonim  Vicia parviflora
2. Ervum pubescens DC.; dlakava grahorica
3. Ervum tetraspermum L.; četverosjemena grahorica